# Artur Rogowski
Artur Wacław Rogowski (ur. 20 stycznia 1936 we Lwowie, zm. 29 kwietnia 2018 we Wrocławiu) – polski strzelec sportowy, żołnierz, trener, olimpijczyk z Monachium 1972.
Karierę sportową rozpoczął w ZSRR w roku 1957. W roku 1959 z ostatnią falą przymusowych polskich wysiedleńców ze Lwowa przyjechał w nowe granice Polski. Był zawodnikiem Legii Warszawa, Wawelu Kraków i Śląska Wrocław.
Specjalizował w strzelaniu do rzutków skeet. Mistrz Polski w tej konkurencji w latach 1959–1961, 1966.
Dwukrotny medalista mistrzostw świata: brązowy w konkurencji skeet 200 strzałów indywidualnie w roku 1966 oraz srebrny w konkurencji skeet 150 strzałów drużynowo w roku 1969 (partnerami byli: Włodzimierz Danek, Wiesław Gawlikowski, Olgierd Korolkiewicz). Został pochowany na cmentarzu Osobowickim.
Medalista mistrzostw Europy w:
- srebrny roku 1968 w konkurencji skeet 150 drużynowo (partnerami byli: Wiesław Gawlikowski, Włodzimierz Danek, Olgierd Korolkiewicz),
- brązowy roku 1969 w konkurencji skeet 150 drużynowo (partnerami byli: Wiesław Gawlikowski, Włodzimierz Danek, Olgierd Korolkiewicz),
- srebrny roku 1970 w konkurencji skeet 150 drużynowo (partnerami byli: Andrzej Socharski, Włodzimierz Danek, Olgierd Korolkiewicz),
- brązowy roku 1972 w konkurencji skeet 150 drużynowo (partnerami byli: Wiesław Gawlikowski, Andrzej Socharski, Piotr Waślicki),
- srebrny roku 1973 w konkurencji skeet 150 drużynowo (partnerami byli: Wiesław Gawlikowski, Andrzej Socharski, Piotr Waślicki),

Na igrzyskach olimpijskich w 1972 roku wystartował w strzelaniu do rzutków skeet zajmując 20. miejsce.
Po zakończeniu kariery sportowej pracował jako trener. W 1989 został wybrany najlepszym trenerem Dolnego Śląska w plebiscycie Słowa Polskiego.
Odznaczony Złotym Krzyżem Zasługi.